# 新後拾遺和歌集
『新後拾遺和歌集』（しんごしゅういわかしゅう）は、勅撰和歌集。20巻。二十一代集の20番目。二条家 (御子左流)撰の最後の集である。
室町幕府第3代将軍足利義満の執奏により、後円融院の永和元年（1375年）6月29日、二条為遠が下命を受けた。永徳元年（1381年）5月に為遠が死ぬと、二条為重が後を引き継ぎ、至徳元年（1384年）12月に完成した。
永徳2年（1382年）筆の二条良基の序がある。歌数は1554首。部立は春（上下）・夏・秋（上下）・冬・雑春・雑秋・離別・羈旅・恋（1-5）・雑（上下）・釈教・神祇・慶賀から成り、『拾遺和歌集』に倣う。一方で、仮名序や四季の部立は『続拾遺和歌集』にならった。主な歌人は、二条良基（29首）・二条為定（28首）・後円融天皇（24首）・二条為重（23首）・近衛道嗣（19首）・足利義詮（19首）・足利義満（19首）など。二条為重に近い人々が多数入集する一方で、彼と対立した二条為明に近い人々は冷遇された。武家や僧侶の入集も目立つ。
『諸雑記』によれば、早くから粗雑な歌集と評価されており、落書になるほど批判されたという。歌風は二条派の平明優美な歌風で、特に新しさはない。

## 校注
- 『新後拾遺和歌集　和歌文学大系11』 松原一義・鹿野しのぶ・丸山陽子校注（明治書院、2017年）